# Sahamalita-(Ce)
La sahamalita-(Ce) és un mineral de la classe dels carbonats. Rep el seu nom de Thure Georg Sahama, professor de geoquímica i mineralogia de la Universitat de Hèlsinki, Finlàndia.

## Mineralogia
La sahamalita-(Ce) és un carbonat de fórmula química Ce₂Mg(CO₃)₄. Cristal·litza en el sistema monoclínic. Forma cristalls prismàtics euèdrics, de fins a 0,2 mil·límetres, aplanats en {201}, en agregats subparal·lels radials.
Segons la classificació de Nickel-Strunz, la sahamalita-(Ce) pertany a «05.AD - Carbonats sense anions addicionals, sense H₂O, amb elements de les terres rares (REE)» juntament amb els següents minerals: petersenita-(Ce), remondita-(Ce), remondita-(La) i paratooïta-(La).

## Formació i jaciments
És un mineral accessori poc comú que es troba en carbonatites de barita-dolomita que contenen terres rares. Va ser descoberta a la mina Mountain Pass, al sub-districte de Clark Mountain, a Ivanpah (Comtat de San Bernardino, Califòrnia, Estats Units). També se n'ha trobat al Durham Ranch, a Campbell (Wyoming, Estats Units).